# Sune i fjällen
Sune i fjällen är en svensk familjekomedifilm som hade Sverigepremiär den 19 december 2014, och är regisserad av Gustaf Åkerblom. Filmen är den sista i en trilogi Sunefilmer från 2010-talet, där de två föregångarna är Sune i Grekland och Sune på bilsemester.

## Handling
Under sportlovet åker familjen Andersson på skidsemester till Åsdalen i de svenska fjällen, tillsammans med familjen Blixt, efter det att Sune ljugit för sin familj om att Blixt bjuder dem på resan. Detta för att se till att hans flickvän Sophie inte blir tillsammans med sin tävlingsskidåkarkompis Santos, som har svårt för att samtala med tjejer på grund av sin blyghet.

## Rollista (i urval)
| William Ringström      | – Sune Andersson   |
| Morgan Alling          | – Rudolf           |
| Anja Lundqvist         | – Karin            |
| Julius Jimenez Hugoson | – Håkan            |
| Hanna Elffors Elfström | – Anna             |
| Julia Dufvenius        | – Sabina           |
| Erik Johansson         | – Pontus           |
| Kajsa Halldén          | – Sofie Blixt      |
| Kalle Westerdahl       | – Ragnar           |
| Frida Hallgren         | – Yvonne           |
| Bonn Ulving            | – Pär Päron        |
| Malte Gårdinger        | – Santos Fernandez |

## Produktion
Fjällscenerna spelades in under mars–april 2014 i jämtländska Åre med omnejd, på platser som Ullådalen och Duved. Inspelningar gjordes också i Edsåsdalen och Östersund. Arbetet slutfördes sedan i Göteborg.

## Musik
Musik i filmen
- Änglahund med Vikingarna
- Canelloni, Macaroni med Lasse Holm
- La belissima estate (One Beautiful Summer)
- Diggi loo diggi ley
- La Bamba med The Music Super Men
- De sista ljuva åren
- Papaya Coconut med Kikki Danielsson
- De ä bar å åk med Svenska skidlandslaget

## Mottagande
Filmen mottogs liksom trilogins två föregångare av låga betyg, mellan ettor och treor, som snittade på 2,4 på kritiker.se.
På bio blev filmen en publiksuccé och sågs av 311 945 biobesökare 2014 vilket gjorde filmen till den tredje mest sedda svenska filmen i Sverige det året och 259 024 biobesökare 2015 och blev den femte meste sedda filmen det året. Den sågs sammanlagt av 570 969 biobesökare i Sverige.

## Hemvideo
Filmen släpptes 2015 på DVD och Blu-ray.

### Fotnoter
1. 1 2  ”Sune i fjällen”. Svensk filmdatabas. 19 december 2014. http://www.sfi.se/sv/svensk-filmdatabas/Item/?itemid=79499&type=MOVIE&iv=Basic&ref=/templates/SwedishFilmSearchResult.aspx?id%3d1225%26epslanguage%3dsv%26searchword%3dSune+i+fj%C3%A4llen%26type%3dMovieTitle%26match%3dContain%26page%3d1%26prom%3dFalse=. Läst 17 september 2016.
2. ↑  ”Morgan Alling spelar in ny Sune-film i Åre”. Sveriges radio. 20 mars 2014. http://sverigesradio.se/sida/artikel.aspx?programid=78&artikel=5814901. Läst 18 september 2017.
3. ↑  "Sune i fjällen byter Edsåsdalen till Åsdalen" Arkiverad 18 september 2017 hämtat från the Wayback Machine., Mynewsdesk 3 april 2014.
4. ↑  Pernilla Anth Jacobsson (20 mars 2014). ”Filmproduktioner ger jämtarna klirr i kassan”. Sveriges radio. http://sverigesradio.se/sida/artikel.aspx?programid=78&artikel=5814945. Läst 18 september 2017.
5. ↑  "Skistar Åre: Filmteamet nöjda med inspelningen", Mynewsdesk 15 april 2014.
6. ↑  ”Sune i fjällen”. Svensk filmdatabas. 23 juni 2014. http://www.sfi.se/sv/svensk-filmdatabas/Item/?itemid=79499&type=MOVIE&iv=Music&ref=/templates/SwedishFilmSearchResult.aspx?id%3d1225%26epslanguage%3dsv%26searchword%3dSune+i+fj%C3%A4llen%26type%3dMovieTitle%26match%3dContain%26page%3d1%26prom%3dFalse. Läst 19 december 2014.
7. ↑  ”Sune I Fjällen (2014)”. https://kritiker.se/film/sune-i-fjallen/. Läst 20 juli 2022.
8. ↑  ”Filmåret i siffror 2014”. Svenska filminstitutet. 23 juni 2014. https://www.filminstitutet.se/globalassets/2.-fa-kunskap-om-film/analys-och-statistik/filmaret-i-siffror/filmaret-i-siffror-2014.pdf. Läst 21 juli 2022.
9. 1 2  ”Filmåret i siffror 2015”. Svenska filminstitutet. 23 juni 2015. https://www.filminstitutet.se/globalassets/2.-fa-kunskap-om-film/analys-och-statistik/filmaret-i-siffror/filmaret_i_siffror_2015.pdf. Läst 21 juli 2022.
10. ↑  ”Sune i fjällen / Gustaf Åkerblom”. Svensk mediedatabas. 23 juni 2015. http://smdb.kb.se/catalog/id/003578083. Läst 5 juli 2015.